# Die Lümmel von der ersten Bank
Die Lümmel von der ersten Bank ist der Titel einer siebenteiligen Reihe deutscher Filmkomödien, die in den Jahren 1967 bis 1972 produziert wurden. Literarische Vorlage des ersten Teils war der 1963 erschienene satirische Roman Zur Hölle mit den Paukern des Deutschlehrers Herbert Rösler (Pseudonym: Alexander Wolf). Die Fortsetzungen basieren auf Motiven und Charakteren derselben Buchvorlage. Hauptproduzent der kommerziell äußerst erfolgreichen Filmreihe war Franz Seitz, der unter seinem Pseudonym Georg Laforet die Drehbücher aller Teile schrieb. Der zweite Teil wurde als einziger der Reihe von Horst Wendlandts Rialto Film hergestellt. Die ersten drei „Lümmel“-Filme wurden jeweils mit der Goldenen Leinwand ausgezeichnet, eine Ehrung für mehr als drei Millionen Zuschauer.

## Filme
- 1968: Zur Hölle mit den Paukern
- 1968: Zum Teufel mit der Penne
- 1969: Pepe, der Paukerschreck
- 1969: Hurra, die Schule brennt!
- 1970: Wir hau’n die Pauker in die Pfanne
- 1971: Morgen fällt die Schule aus
- 1972: Betragen ungenügend!

## Romanvorlage
Die Satire Zur Hölle mit den Paukern des Pädagogen Herbert Rösler erschien 1963 unter dessen Pseudonym Alexander Wolf in der Pardon-Bibliothek des Verlages Bärmeier & Nikel. Das Buch, welches den Untertitel Memoiren einer Schulzeit trägt, war in der Ich-Form aus Sicht der Kunstfigur Pepe Nietnagel geschrieben und hatte laut Klappentext Bezüge zur Realität. Der Erfolg von Zur Hölle mit den Paukern führte mit Die Mittlere Unreife, Nietnagels gesammelte Fluchtversuche zu einer Nachfolgeveröffentlichung, in der sich die Hauptfigur jedoch mehr auf allgemeine Sorgen und Nöte eines Heranwachsenden als auf die Schule konzentriert und schließlich zu der Filmreihe Die Lümmel von der ersten Bank, deren Erfolg den des Buches in den Schatten stellte.
Die allgemeine Kritik nahm Wolfs Satire Zur Hölle mit den Paukern freundlich auf, nannte sie „wirklichkeitsnah, wie es seit Tucholsky kein deutscher Satiriker mehr fertigbrachte“ (NDR) oder „einen überscharfen Cocktail“ (Welt am Sonntag), während die Frankfurter Rundschau auch Kritik an der Schulpolitik erkannte. Die Westdeutsche Rundschau sah insbesondere die Figur des Nietnagel, welche später auch die tragende Rolle in den Drehbüchern sämtlicher „Lümmel“-Filme spielte, als in ihren „soziologischen und persönlichen Bedingungen“ äußerst stimmig.

## Entstehungsgeschichte der Filmreihe

### Vorgeschichte
Der Filmproduzent Franz Seitz junior hatte seit den 1950er Jahren zahlreiche Unterhaltungs-, Heimat- sowie Kriegsfilme, darunter mehrere Literaturverfilmungen, hergestellt. Auch nach Eintreten der Kinokrise in den 1960er Jahren konnte der Produzent mit einigen Werken auf dem deutschen Filmmarkt große Erfolge verbuchen, darunter Das schwarz-weiß-rote Himmelbett (1962), Moral 63 (1963) und Der junge Törless (1966). Im Jahr 1964 startete Seitz mit Lausbubengeschichten eine Reihe von Filmen, die auf Motiven von Ludwig Thoma basieren. In der Rolle des jungen Lausbuben Ludwig gab Hansi Kraus sein Filmdebüt.
Nachdem die Lausbubengeschichten inhaltlich ausgereizt schienen, strebte Franz Seitz eine Filmreihe im Schulmilieu an. Im April 1967 kündigte der Constantin-Filmverleih die Produktion der Verfilmung der Satire Zur Hölle mit den Paukern an. Als Hauptdarsteller waren Gustav Knuth, Hubert von Meyerinck, Rudolf Rhomberg und Helga Anders vorgesehen, die letztlich aber nicht zum Einsatz kamen. Für die Rolle des Pepe Nietnagel war zunächst Florian Lindinger (* 1951, † 1993), der Sohn des Schauspielers Hugo Lindinger, vorgesehen. Als sich herausstellte, dass der Darsteller seiner Aufgabe nicht gewachsen war, wurde die Rolle schließlich von dem bewährten Hansi Kraus übernommen, der bereits in den Lausbubengeschichten mit Regisseur Werner Jacobs gearbeitet hatte. Da man bei Erfolg mit weiteren „Lümmel“-Filmen rechnete, erwarb man neben den Verfilmungsrechten für die Buchvorlage auch das Recht, die Hauptcharaktere in frei erfundenen Filmstoffen zu verwenden. Franz Seitz schrieb unter seinem Pseudonym Georg Laforet alle Drehbücher der Reihe.
Die Regie des ersten Films und von drei seiner Fortsetzungen übernahm Werner Jacobs, der vorher neben drei Thoma-Verfilmungen für Seitz unter anderem auch die erfolgreichen Peter-Alexander-Filme Der Musterknabe (1963) sowie … und sowas muß um 8 ins Bett (1965) inszeniert hatte, die ebenfalls im Schulmilieu spielen. Die Teile 3 und 5 der „Lümmel“-Filme entstanden unter der Regie von Harald Reinl, beim siebten und letzten Teil übernahm Franz Josef Gottlieb die künstlerische Verantwortung.

### Besetzung

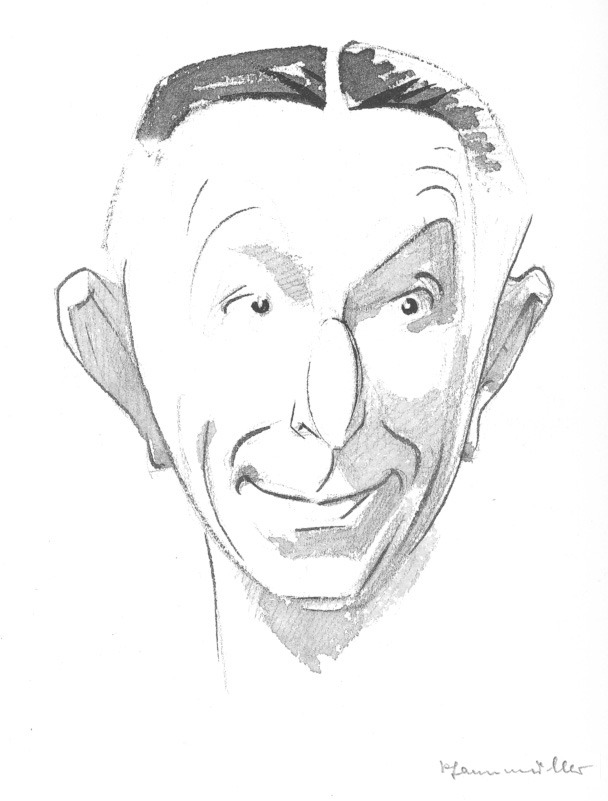
Theo Lingen, Karikatur von Hans Pfannmüller, 1976

Zentrale Rollen in den Filmen nahmen Theo Lingen als Oberstudiendirektor Dr. Gottlieb Taft sowie sein Gegenspieler auf Schülerseite Hansi Kraus in der Rolle des Pepe Nietnagel (im zweiten Teil: Pepe Notnagel) ein. Die Änderung des Nachnamens ist auf die Mitwirkung Peter Alexanders zurückzuführen, der den Namen Notnagel passender fand. Ab dem dritten Teil wurde wieder ausschließlich der Name Nietnagel verwendet. Auch Hans Terofal als trotteliger Schulpedell Georg Bloch sowie Rudolf Schündler als weltfremder Oberstudienrat Dr. Arthur Knörz (von den Schülern „Knörzerich“ genannt), kehrten in allen Filmen wieder.
Weitere Rollen wurden von verschiedenen Schauspielern dargestellt. Die dadurch entstandenen dramaturgischen Nachlässigkeiten sah das Publikum der Serie mit ironischer Distanz nach. Die wichtigsten, mehrmals vorkommenden Charaktere waren:
- Marion Nietnagel, Pepes ältere Schwester: Uschi Glas (Teile 1, 3, 5), Hannelore Elsner (2; auch als Geneviève Ponelle in den Teilen 1 und 3)
- Kurt Nietnagel, Briefmarkenhändler, Pepes Vater: Georg Thomalla (1), Willy Millowitsch (2), Gustav Knuth (3), Wolfgang Gruner (4), Fritz Tillmann (6)
- Dr. Mathilde Pollhagen, später verehelichte Knörz (Hochzeit in Teil 3): Ruth Stephan (1, 3, 4, 5), Inge Wolffberg (2), Eva Maria Meineke (6)
- Oberstudienrat Dr. Blaumeier: Balduin Baas (1, 2, 5, 6, 7), Harald Juhnke (3; auch als Ministerialreferent in Teil 4), Alexander Golling (4)
- Fräulein Weidt, Dr. Tafts Sekretärin: Monika Dahlberg (1, 5, 7; auch als Fräulein Schmitz in Teil 6), Johanna König (2)
- Frau Nietnagel, Pepes Mutter: Ilse Petri (1), Carola Höhn (3, 4, 6)
- Frau Taft, Ehefrau von Dr. Taft: Ursula Grabley (1), Doris Kiesow (5), Charlotte Witthauer (6, 7)
- Helena Taft, später verehelichte Kersten, Tochter von Dr. Taft: Gila von Weitershausen (1), Evelyn Opela (7; auch als Fräulein Dr. Lang in Teil 6)

In der Rolle des verständnisvollen Lehrers sah man unter anderem Günther Schramm (Teil 1) bzw. Ernst Stankovski (Teil 7) als Dr. Albert Kersten, Hans Clarin als Dr. Glücklich (3), Gerlinde Locker als Julia Schumann (4), Peter Alexander als Dr. Roland (2) und als Dr. Peter Bach (4), Evelyn Opela als Fräulein Dr. Lang (6; auch als Helena Taft in Teil 7).
Auf Seite des autoritären Lehrkörpers traten in der Filmreihe jeweils einmalig Oliver Hassencamp als Oberstudienrat Dr. Priehl (1), Ralf Wolter als Oberstudienrat Geis (6), Ernst Hilbich als Dr. Heidemann (7) und Hans Korte als Professor Heinzerling (7) auf.
Daneben boten die meisten „Lümmel“-Filme markante Nebenrollen, in denen namhafte Schauspieler des deutschen Films Gastauftritte hatten, darunter Joachim Rake als Minister (1), Edith Schollwer als Oberin einer Klosterschule (2), Walter Rilla als Ministerialdirektor Reichert (3), Werner Finck als Ministerialdirektor von Schnorr (4), Harald Juhnke als Ministerialreferent (4; auch als Oberstudienrat Dr. Blaumeier in Teil 3), Karl Schönböck als Notar Munk (5) und Heinz Reincke als Herr van Dongen (6).
Als Schüler wirkten zahlreiche Nachwuchsdarsteller mit, die damals am Beginn ihrer Karriere standen, darunter der spätere Schlagersänger Jürgen Drews (1), der damalige Kinderstar Heintje (2, 4, 6) sowie die Schauspielerinnen und Schauspieler Pierre Franckh (3, 4), Michaela May (3), Kristina Nel (4), Simone Brahmann (4) und Jutta Speidel (3, 4, 5, 6). Letztere gab in der Filmreihe ihr Filmdebüt. Jugendliche Gastrollen übernahmen auch Gerhart Lippert als Heinz Thomas (3), Fritz Wepper als Hubert Böhm (5), Renate Roland als Denise Moreaux (7) und Ilja Richter als junger Taft (7).

### Inhalt

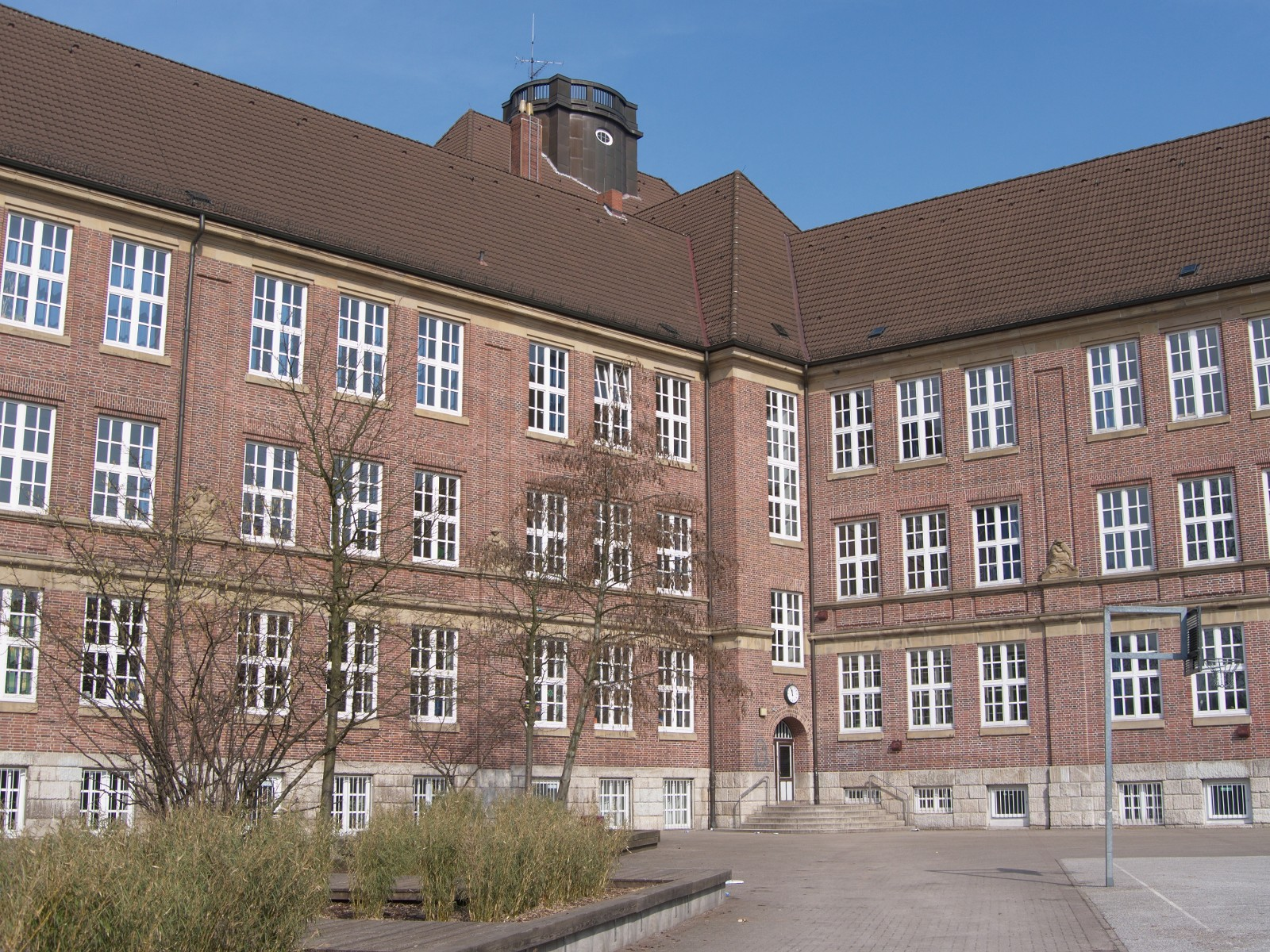
Das Gymnasium Kaiser-Friedrich-Ufer in Hamburg, Mommsen-Gymnasium im ersten Teil

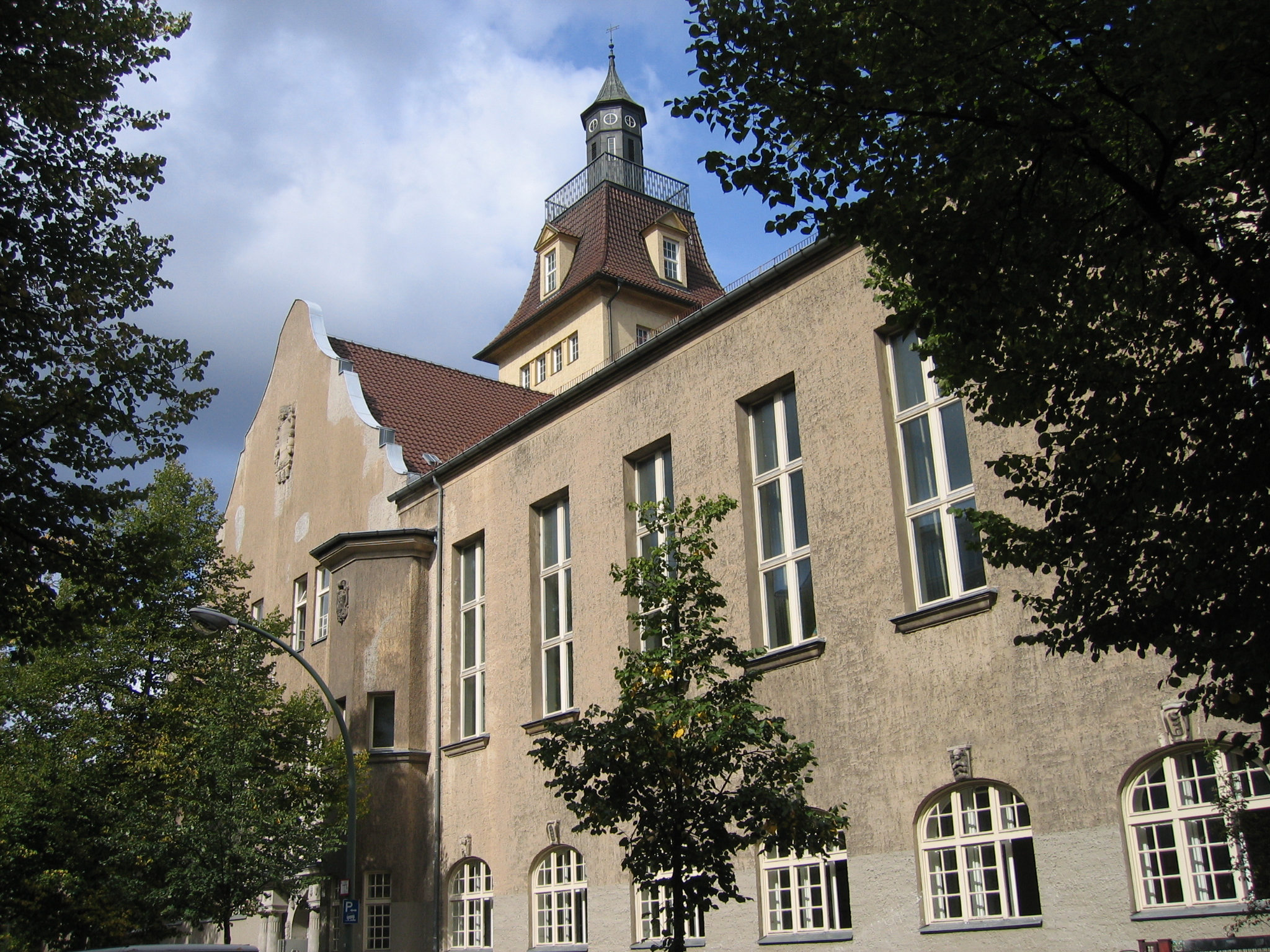
Das Askanische Gymnasium in Berlin-Tempelhof, Mommsen-Gymnasium im zweiten Teil

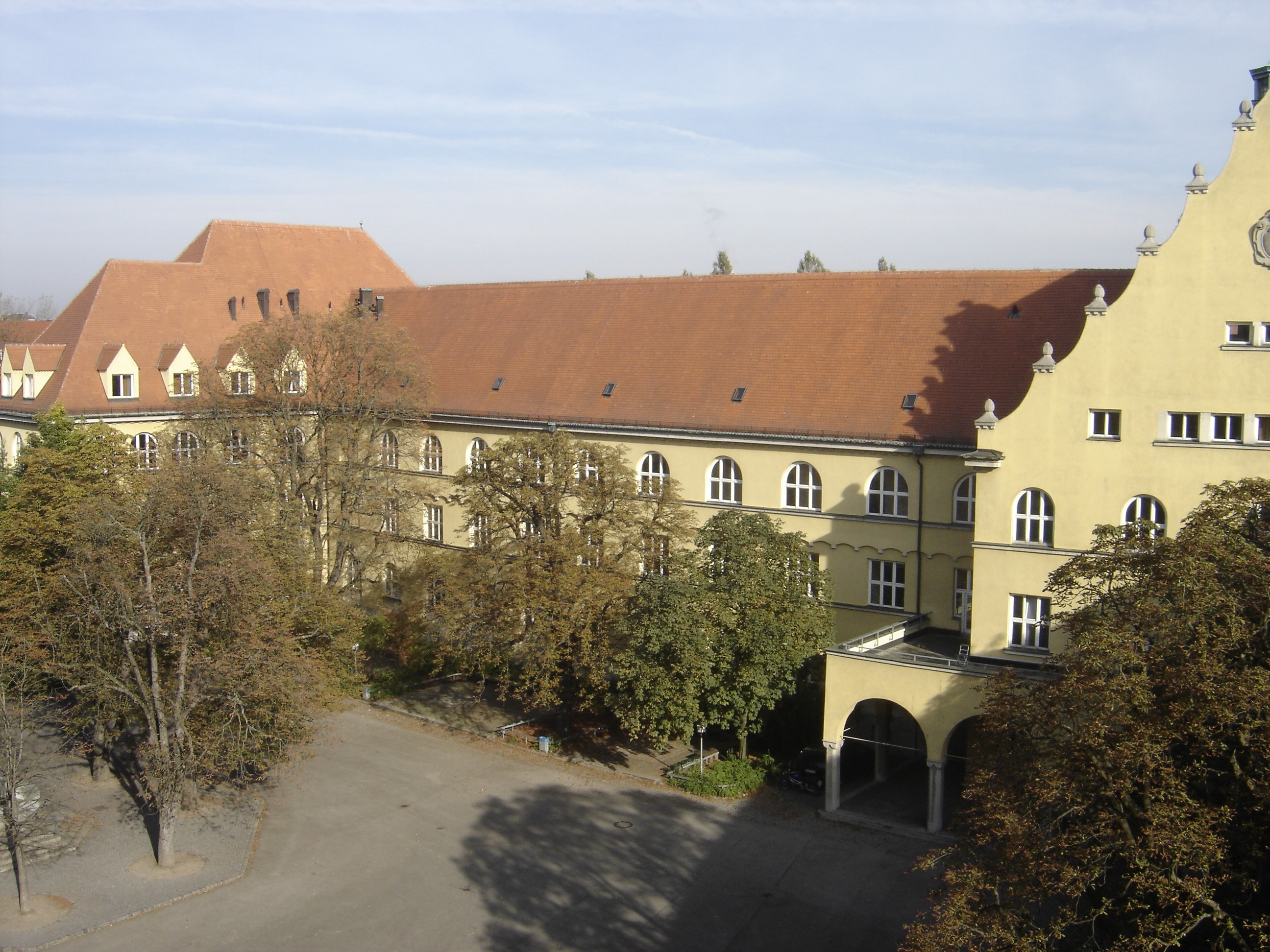
Das Maximiliansgymnasium in München, Mommsen-Gymnasium in den Teilen 3 bis 7

Die Filme handeln von einer Schulklasse auf dem fiktiven Mommsen-Gymnasium in Baden-Baden. Die Schülerinnen und Schüler, allen voran Pepe Nietnagel, lehnen sich durch zahlreiche Streiche und Intrigen gegen veraltete Unterrichtsmethoden und autoritäre Lehrer auf. Die Gymnasiasten bedienen sich dabei aller denkbaren Mittel, um den Schulunterricht zu sabotieren und ihre Lehrer zu ärgern.
Vor dem Hintergrund der Studentenbewegung der 1960er Jahre hatten die Filme durchaus auch ernstgemeinte Anliegen. Der Schüler Pepe Nietnagel behauptet in der an das Publikum gerichteten Einleitung im ersten Teil, dass „endlich einmal einer hinter die Kulissen leuchten“ müsse, „damit die Menschheit erfährt, wie es in Wirklichkeit zugeht und was die Pauker für Figuren sind.“ Er berichtet unter anderem, dass der Horizont des Oberstudiendirektors Dr. Taft „nicht mal über die Schulmauern“ reiche und Oberstudienrat Dr. Priehl „der typische Militarist“ sei. In einer weiteren Szene bezeichnet er die Generation seiner Eltern als jene, die „zum Beispiel Adolf Hitler gewählt haben“. Dennoch ist Pepe Nietnagel kein Rebell, im Gegenteil: Er überredet seinen Vater, einen wohlhabenden Briefmarkenhändler, wiederholt zu großzügigen Spenden an das Mommsen-Gymnasium, um den Direktor zu korrumpieren.
Auch die anderen Charaktere sind nicht eindimensional, so handeln die Lehrer nicht grundsätzlich in böser Absicht. In vielen Szenen der Reihe erscheinen die autoritären Personen vielmehr als bemitleidenswerte und unfreiwillig komische Spießbürger. Mehrmals werden Lehrer durch von den Schülern fingierte Anordnungen Opfer ihrer eigenen Obrigkeitshörigkeit. Oberstudiendirektor Dr. Taft ist zwar altmodisch, lässt gelegentlich aber Gnade vor Recht ergehen und erinnert sich in den späteren Episoden daran, selbst „einen komischen Lehrer“ gehabt zu haben und „als Schüler auch ein ziemlicher Lümmel“ gewesen zu sein. Gerade in den späteren Episoden wird Dr. Taft trotz seiner Marotten immer mehr zum Freund der Schüler und im letzten Film der Reihe setzen sie sich sogar dafür ein, dass er nicht entlassen wird.
In den meisten Filmen erscheinen zudem moderne Pädagogen, die einen anderen Unterrichtsstil als ihre Kollegen haben und den Schülern schnell sympathisch sind und mit diesen sogar in der Freizeit gemeinsame Aktivitäten unternehmen.
In der Reihe finden sich auch zahlreiche Anspielungen auf die sexuelle Revolution. Bei einigen Schülerstreichen werden Lehrerinnen unfreiwillig entblößt und die Schüler schrecken nicht einmal davor zurück, im Klassenzimmer eine Massenorgie nachzustellen oder sich auszuziehen, um die Lehrer zu schockieren. Dieser Plan geht aufgrund der übertriebenen Prüderie der älteren Lehrer durchaus auf, wobei hier aber auch auf Klischees wie das besonders schockierte, unverheiratete „ältere Fräulein“ zurückgegriffen wird. 
Als Running Gag spielt Pepes Klasse Oberstudienrat Dr. Knörz zu Beginn eines jeden Films einen Streich, der ihn an seiner Wahrnehmung zweifeln lässt. Verzweifelt wendet er sich dann immer an seinen Vorgesetzten, den Oberstudiendirektor Dr. Taft, welcher an Halluzinationen seines Kollegen glaubt. Im fünften Teil fragt Taft Dr. Knörz, ob dieser Haschisch geraucht habe und „high“ sei.

### Dreharbeiten
Die Dreharbeiten zu den „Lümmel-Filmen“ fanden aufgrund der zahlreichen Jungdarsteller vorzugsweise während der Schulferien statt. Es kam jedoch auch vor, dass der Hauptdarsteller Hansi Kraus „mal vier Wochen später in die Schule kam oder vielleicht vier Wochen früher weg musste“. Während zahlreiche Außenaufnahmen an Originalschauplätzen in Baden-Baden entstanden, war als Schulgebäude ab dem dritten Teil das Maximiliansgymnasium in München zu sehen. Im ersten Teil diente hingegen das Gymnasium Kaiser-Friedrich-Ufer in Hamburg als Schulkulisse. Im zweiten Teil ist das Askanische Gymnasium in Berlin-Tempelhof zu sehen. Weitere in der Serie vorkommende Drehorte waren Nürtingen, Kirchheim unter Teck, Bad Homburg vor der Höhe, Lindau am Bodensee, Offenburg und Amsterdam. Innenaufnahmen entstanden unter anderem in den Filmateliers des Studio Hamburg in Hamburg-Tonndorf, der Bavaria Film in Geiselgasteig, der CCC-Film in Berlin-Haselhorst sowie in Inning am Ammersee.

### Filmmusik
Die Filmmusik der Teile 1 und 3 bis 7 stammt von dem Filmkomponisten Rolf A. Wilhelm, der als wiederkehrendes Thema unter anderem auf die traditionelle Melodie des Studentenliedes Gaudeamus igitur (Hörbeispiel der Melodieⓘ) zurückgriff. Die Filmmusik zum zweiten Teil stammt von Peter Thomas. Darüber hinaus sind in allen Filmen Musiktitel von weiteren Komponisten zu hören.
Insbesondere in den Episoden mit Peter Alexander (Teil 2 und 4) und Heintje (Teil 2, 4 und 6), die neben ihrer Schauspieltätigkeit auch als Sänger erfolgreich waren, werden von diesen auch mehrere Schlager gesungen und teilweise verschwimmt die Grenze zum Schlagerfilm.

### Kritiken
Die Macher der Filmreihe legten grundsätzlich viel Wert auf leichte Unterhaltung, was insbesondere den Teilen 2, 4 und 6 anzumerken ist, in denen die damals populären Publikumslieblinge Peter Alexander und Heintje wichtige Rollen übernahmen und mit einigen Schlagern auftraten. Bei den meisten Filmkritikern stieß die gesamte „Lümmel“-Reihe auf Ablehnung. Viele der zum Teil bis heute zitierten Rezensionen, von denen manche den Filmen jeglichen inhaltlichen oder ästhetischen Anspruch aberkannten, müssen im Zusammenhang mit den gesellschaftlichen und politischen Veränderungen der ausgehenden 1960er und beginnenden 1970er Jahren betrachtet werden. So schrieb der Evangelische Filmbeobachter, der zweite Teil der Reihe enthalte „überflüssige[n] Sex“ und „alberne Anspielungen auf gesellschaftspolitische Ereignisse in der Bundesrepublik“. Der katholische Film-Dienst warnte, dass der vierte Teil „die Vorstellungswelt von Kindern beeinträchtigt“.

### Sonstiges
Hansi Kraus nahm die Rolle des Pepe Nietnagel 1991 und 1992 in drei Folgen der Serie Ein Schloß am Wörthersee wieder auf (Rendezvous am Wörthersee, Bilderjagd und Heimkehr zum Wörthersee). Der gealterte Pepe Nietnagel war darin als Kaplan zu sehen, der aushilfsweise selbst Schüler eines Gymnasiums unterrichtete. Insofern spielen die „Lümmel“-Filmreihe und Ein Schloß am Wörthersee im selben Serienuniversum. Auch in der Volkstheater-Serie Zum Stanglwirt tauchte Kraus öfter als Kaplan wieder auf. In der DVD-Veröffentlichung der „Lümmel“-Filmreihe im Jahr 2007 trat Kraus in der Menüführung als Lehrer auf.

## Running Gags
Die Filmreihe beinhaltet verschiedene Running Gags:
- Pepe Nietnagels Ausruf: „Man fasst es nicht!“ (nur im 1. Teil)
- Oberstudiendirektor Tafts Motto: „Frisch, fromm, fröhlich, frei“ (ab dem 2. Teil) / "Wohl wahnsinnig geworden was ?"
- Die „Halluzinationen“ des Oberstudienrats Knörz, die sich immer als Scherze der Schüler herausstellen
- Die Tollpatschigkeit des Schulpedells Bloch
- Der häufige Vorwurf: „Aber Gottlieb …“, der Frau des Schuldirektors
- Die Bestechlichkeit des Schuldirektors, weshalb Pepe nicht der Schule verwiesen wird
- Die Ankündigung Dr. Blaumeiers: „Wer spickt oder vorsagt, fliegt raus, außerdem ist eine 6 fällig!“, bei Klassenarbeiten, sowie dessen besessene Suche nach Spickzetteln
- Ebenso das geflügelte Wort „… da gibt es kein Pardon!“, ebenfalls von Dr. Blaumeier, das er stets bei einer Erklärung oder Feststellung zum Besten gibt

## Verwandte Produktionen
Zeitlich nahe, thematisch ähnliche („Lümmel“, „Pauker“ oder „Penne“) Filmproduktionen waren die folgenden:
Vorläufer
- Unser Pauker (1965, Wiederholung 1967[2]) 20-teilige Fernsehserie mit Georg Thomalla als „Pauker“ Schulz in der Hauptrolle
- Lausbubengeschichten (ab 1964) Filmreihe der Franz Seitz Filmproduktion mit „Lausbub“ Hansi Kraus, Georg Thomalla und Balduin Baas

Produktionen der Rialto-Film
- Klassenkeile (1969) (Nachfolger von Zum Teufel mit der Penne[3] der Rialto-Film)
- Die Feuerzangenbowle (1970, mit Uschi Glas und Theo Lingen) (Remake des gleichnamigen Filmklassikers von 1944)
- Hauptsache Ferien (1972, mit Peter Alexander und Theo Lingen)

Produktionen der Lisa-Film
- Immer Ärger mit den Paukern (1968, mit Georg Thomalla)
- Unsere Pauker gehen in die Luft (1970, mit Georg Thomalla)
- Musik, Musik – da wackelt die Penne (1970, mit Hansi Kraus)
- Wenn mein Schätzchen auf die Pauke haut (1971, mit Theo Lingen und Uschi Glas)
- Meine Tochter – deine Tochter (1972, mit Hansi Kraus und Georg Thomalla, Regie Werner Jacobs)

Produktionen der Allianz Film
- Zwanzig Mädchen und die Pauker (1971, Regie Werner Jacobs)
- Auch ich war nur ein mittelmäßiger Schüler (1974, mit Georg Thomalla, Regie Werner Jacobs)

Produktion der Franz Seitz Filmproduktion
- Das fliegende Klassenzimmer (1973, Regie Werner Jacobs, nach dem Buch von Erich Kästner, wurde auch schon 1955 verfilmt)

Weitere spätere Produktionen
- Plem, Plem – Die Schule brennt (1983, Regie Sigi Rothemund)

## DVDs
- Die Lümmel von der ersten Bank. (7 Filme auf 7 DVDs). Remastered. StudioCanal. 2014. EAN: 4006680070261